# Selaine Saxby
Selaine Rachel Saxby (née le 25 novembre 1970) est une femme politique du Parti conservateur britannique qui est députée de North Devon de 2019 à 2024. Elle est également conseillère du North Devon Council.

## Jeunesse
Saxby est née le 25 novembre 1970. Son père Ben est un ancien directeur d'école. Saxby étudie les mathématiques et la gestion à l'Université de Cambridge. Elle fonde le détaillant indépendant de soutiens-gorge de sport Lessbounce Ltd. en 2000 et dirige l'entreprise jusqu'en 2016, date à laquelle elle est mise en liquidation,. Saxby est le chef de cabinet du député de Bath Ben Howlett entre 2015 et 2017. Elle fait une nouvelle formation comme professeur à l'école secondaire et enseigne à Bideford College dans le Devon entre 2018 et 2019.

## Carrière parlementaire
Saxby se présente comme candidate du Parti conservateur pour Llanelli aux élections générales de 2015. Elle termine à la quatrième place derrière les candidats du Parti travailliste, de Plaid Cymru et de l'UKIP.
Elle est choisie comme candidate conservatrice pour North Devon le 11 novembre 2019 et est élue députée de la circonscription aux élections générales de 2019 avec une majorité de 14 813 voix (26,6%). Saxby est la première femme députée de la circonscription. Elle représente également le quartier Instow au conseil du North Devon, après avoir été élue en 2019,.